# Remezcla
Remezcla o remix es un concepto utilizado en la música e industria musical para referirse a una mezcla alternativa de una canción en un estudio de sonido, con el fin de darle un nuevo aspecto sonoro o mejorar la calidad del audio, en ocasiones con la incorporación de nuevos ritmos, efectos u otras modificaciones en la canción.

## Tipos

### Original Mix
Versión original de una canción sin ningún tipo de modificación

### Remix
Versión que altera los sonidos originales de la canción incorporando un nuevo ritmo diferente a la misma

### Mix
Versión que cambia el ritmo de una canción conservando su género original

### Club Mix
Versión de una canción modificada pensada para ser tocada en clubes o discotecas

### Rework
Versión de un remix de una canción con modificaciones notorias (como: tempo acelerado)

### Mash Up
Lml
«Party on the floor» de muchos cantantes conocidos como LMFAO, Jennifer Lopez, Jessie J, Nicole Scherzinger, Mike Posner, Ne-Yo, The Wanted, Far East Movement, The Cataracs Dev, Enrique Iglesias, Wretch 32 y Mann. Otro ejemplo, pero que no lleva un nombre, es el que mezcla a «LoveGame» de Lady Gaga, «Celebration» de Madonna, «Hotel Room Service» de Pitbull, la versión en inglés de «Loba» de Shakira y «Sexy Bitch» de David Guetta con Akon.
En el videojuego Rhythm Paradise tienen varias remezclas.

## Compañías dedicadas a las remezclas
Una compañía de remezclas - en inglés, remix service - contrata a varios pinchadiscos para producir remezclas que sean publicadas en álbumes o en sencillos - a veces la venta de estos últimos está destinada exclusivamente a los DJ. La primera de estas compañías fue Disconet, creada en 1983 en los Estados Unidos.
También existen - lista no exhaustiva:
- Almighty Associates.
- Disconet.
- DMC Publishing - Disco Music Club - en Nueva York. Remezcladores: Junior Vásquez, Danny Tenaglia, Louie Vega, Kenny «Dope» González, entre otros.
- Disco Mix Club.
- Hot Tracks.
- Metro Productions.
- Razormaid!.
- Ultimix et Funkymix.
- X Mix.
- The Living Tombstone.

## Software
Existen numerosos secuenciadores, de pago y gratuitos, que permiten la creación de remezclas, tales como Acid Pro, FL Studio, Cubase, Ableton, Nuendo entre otros.
Las características que tienen estos programas de mezcla de audio son muy variadas y completas de acuerdo a la versión que se esté usando, ya sea una versión gratuita o de licencia. Algunas de las características más comunes son: poder trabajar y mezclar pistas de audio de diferentes formatos, como mp3, wma, mp4, wav, entre otros.
Otra característica es la de poder grabar las mezclas que hacemos cuando usamos el programa, esto nos ayuda a poder escuchar lo que estamos creando y mejorar dichas mezclas de audio.
Otra función a destacar es la de poder trabajar con bibliotecas o listas de reproducción sin tener necesidad de buscar los temas para cargarlos nuevamente.

## Algunas remezclas famosas Tipo “A”
| Año  | Remezclador-Remixer | Remezcla                             | Artista y álbum original                    | Año de original                   | Otros datos |  |
| ---- | ------------------- | ------------------------------------ | ------------------------------------------- | --------------------------------- | --- |  |
| 1990 | DNA                 | «Tom's Dinner»                       | Suzanne Vega Solitude Standing              | 1965                              | |  |
| 1991 |                     | «Requiem pour un con'91»             | Serge Gainsbourg                            | 1968                              | Aparece en el álbum Gainsbourg For Ever |  |
| 1996 | Todd Terry          | «Wrong»                              | Everything But The Girl Walking Wounded     |                                   | Aparece en el mismo álbum |  |
| 1996 | Armand Van Helden   | «Professional Widow»                 | Tori Amos Boys for Pele                     | 1996                              | Aparece en el sencillo del mismo nombre |  |
| 1997 | Love to Infinity    | «I Say a Little Prayer»              | Diana King Think Like a Girl                | 1967                              | Esta es una versión originalmente interpretada por Dionne Warwick y editada y grabada en 1967. La versión de Diana King también fue incluida en la banda sonora de la película La boda de mi mejor amigo (1997). |  |
| 1998 | Norman Cook         | «Brimful of Asha»                    | Cornershop When I Was Born for the 7th Time | 1997                              | |  |
| 1998 | Fatboy Slim         |                                      | Rockafeller Skank                           | 197-?                             | |  |
| 2002 | Junkie XL           | «A Little Less Conversation»         | Elvis Presley                               | 1968                              | Canción originalmente compuesta para la banda sonora de la película Live a Little, Love a Little (1968). La versión remezclada se incluyó en el álbum recopilatorio-Reconvertido a CD ELVIS en (2002).           |  |
| 2003 | Steve Murano        |                                      | Passion                                     | 197-?                             | |  |
| 2004 | Royal Gigolos       |                                      | “California Dreaming” Mamas And The Pappas  | 196-?                             | |  |
| 2004 | Royal Gigolos       |                                      | “No milk today” Hermans Hermits             | 1966                              | |  |
| 200  | Dab Hands           | «Satellite of Love»                  | Lou ReedTransformer                         | 1972                              | |  |
| 2005 | DJ LBR              | «Do You Really Want To Hurt Me 2005» | Culture Club Kissing Be Clever              | 1982                              | Apareció en la radio francesa NRJ |  |
| 2006 | SebastiAn           | «Paris Four Hundred»                 | Mylo Destroy Rock & Roll                    | 2004                              | Remezcla en el que el estilo y el ambiente de la canción original y el de la remezcla final son totalmente diferentes                                                                                            |  |
| 2008 | Klaas               | «Infinity 2008»                      | Guru Josh                                   | 1989                              | |  |
|      | Mad'House           | «Like a Prayer»                      | Madonna Like a Prayer                       | 1989                              | Incluye un sample de «House of God» con la voz de Madonna de «Like a Prayer» |  |
| 2011 | The Magician        | «I Follow Rivers»                    | Lykke Li Wounded Rhymes                     | 2011                              | |  |
| 2011 | Skrillex            | «Cinema»                             | Benny Benassi Electroman                    | 2011                              | Versión dubstep remezclada del sencillo "Cinema" con voces de Gary Go del álbum de Benny Benassi "Electroman", que incluye bajos, sonidos y efectos nuevos a los vistos en la versión original.                  |  |
| 2012 | Wankelmut           | «One Day / Reckoning Song»           | Asaf Avidan & the Mojos The Reckoning       | 2008                              | Remezcla la canción «Reckoning Song» retitulada como «One Day / Reckoning Song». |  |
| 2013 | Cedric Gervais      | «Summertime Sadness»                 | Lana Del Rey Born to Die                    | 2012                              | |  |
| 2013 | Alesso              | «If I Lose Myself»                   | OneRepublic Native                          | 2012                              | |  |
| 2014 | Robin Schulz        | «Prayer in C»                        | Lilly Wood and the Prick Invincible Friends | 2010                              | |  |
| 2014 | Felix Jaehn         | «Cheerleader»                        | OMI                                         | 2012                              | |  |
| 2014 | Waze & Odyssey      | «Bump n' Grind»                      | R. Kelly 12 Play                            | 1993                              | La versión remezclada se lanzó bajo el título «Bump & Grind 2014» e incluye elementos de la versión remezclada en 1995 por MK de la canción «Push the Feeling On» de Nightcrawlers.                              |  |
| 2012 | Pitbull             |                                      | Back In Time del Dúo Mickey And Sylvia      | ¿entre 1950 y 1967?               | |  |
| 2014 | Avicii              | Stories                              | Waiting for love de ¿?                      | canción grabada entre ¿1950-1989? | |  |
| 2014 | Avicii              | Stories                              | For a Better Day de ¿?                      | canción editada entre ¿1980-1989? | |  |
| 2015 | Sigala              |                                      | “ABC_(canción)” De Los Jackson Five         | 1970                              | |  |
| 2015 | Sigala              |                                      | Sweet Loving                                | 197-?                             | |  |
| 2016 | Sebastian Ingrosso  |                                      |                                             |                                   | |  |